# Donkey Konga
Donkey Konga är det första spelet i spelserien Donkey Konga. Spelet släpptes 2003 och är ett musikspel till Nintendo Gamecube. Spelaren använder sig av speciellt framtagna bongotrummor som registrerar dennes trumslag. Spelaren ska sedan följa rytmen till låtar och trumma på höger, vänster eller båda trummorna enligt denna rytm. Vid vissa tillfällen ska spelaren även klappa händerna, trummorna har en inbyggd mikrofon för detta syfte.
Spelaren tjänar pengar på att spela bra, med vilka denne kan låsa upp minispel, nya trumsätt och låtar till den svåraste svårighetsgraden. Det finns tre svårighetsgrader, med varje sådan ökar antalet toner som måste spelas.
Upp till fyra spelare kan spela samtidigt, två i tävlingsläge och fyra i ett speciellt improviseringsläge.

## Låtar i PAL-versionen
| Låt                              | Artist(er)                                 |
| -------------------------------- | ------------------------------------------ |
| Lady Marmalade                   | Christina Aguilera, Lil' Kim, Mýa och P!nk |
| Canned Heat                      | Jamiroquai                                 |
| Don't Stop Me Now                | Queen                                      |
| Alright                          | Supergrass                                 |
| The Loco-Motion                  | Kylie Minogue                              |
| Dancing in the Street            | Martha and the Vandellas                   |
| Para Los Rumberos                | Tito Puente                                |
| Sing, Sing, Sing (With a Swing)  | Benny Goodman                              |
| You Can't Hurry Love             | The Supremes                               |
| All the Small Things             | blink-182                                  |
| Oye Como Va                      | Santana                                    |
| Louie Louie                      | The Kingsmen                               |
| 99 Red Balloons                  | Nena                                       |
| The Impression That I Get        | The Mighty                                 |
| Busy Child                       | The Crystal Method                         |
| Tubthumping                      | Chumbawamba                                |
| I Want You Back                  | Jackson 5                                  |
| Cosmic Girl                      | Jamiroquai                                 |
| Richard III                      | Supergrass                                 |
| Wild Thing                       | The Troggs                                 |
| September                        | Earth, Wind & Fire                         |
| Back for Good                    | Take That                                  |
| Hungarian Dance No. 5 in G Minor | Johannes Brahms                            |
| Turkish March                    | -                                          |
| Mario Bros. Theme                | -                                          |
| Donkey Kong Country Theme        | -                                          |
| The Legend of Zelda Theme        | -                                          |
| Rainbow Cruise                   | -                                          |
| Super Smash Bros. Melee Opening  | -                                          |
| Donkey Konga Theme               | -                                          |
| DK Rap                           | James W. Norwood Jr.                       |

1. ↑  Games (på engelska), läs online, läst: 4 mars 2025.[källa från Wikidata]